# 新市常金丸中継局
新市常金丸中継局（しんいちつねかねまるちゅうけいきょく）は、広島県福山市新市町にあるテレビ中継局である。

## 概要
- 当中継局は、福山市新市町常の天神山南方高地にあり、府中中継局からの電波が届きにくい常金丸地区とその周辺をカバーしている。当中継局のエリア詳細図を参照。

### 地上デジタルテレビ放送
| ID | 放送局名              | 物理 チャンネル | 空中線 電力 | ERP   | 放送対象地域 | 放送区域 内世帯数 | 偏波面   | 開局日         |
| 1  | NHK 広島総合          | 14              | 300mW       | 970mW | 広島県       | 約2,500世帯       | 水平偏波 | 2009年 6月30日 |
| 2  | NHK 広島教育          | 15              | 300mW       | 990mW | 全国         | 約2,500世帯       | 水平偏波 | 2009年 6月30日 |
| 3  | RCC 中国放送          | 25              | 300mW       | 990mW | 広島県       | 約2,500世帯       | 水平偏波 | 2009年 6月30日 |
| 4  | HTV 広島テレビ放送    | 19              | 300mW       | 990mW | 広島県       | 約2,500世帯       | 水平偏波 | 2009年 6月30日 |
| 5  | HOME 広島ホームテレビ | 35              | 300mW       | 950mW | 広島県       | 約2,500世帯       | 水平偏波 | 2009年 6月30日 |
| 8  | TSS テレビ新広島      | 31              | 300mW       | 950mW | 広島県       | 約2,500世帯       | 水平偏波 | 2009年 6月30日 |

- 2009年6月12日に予備免許交付[1]、6月15日から試験放送開始、6月29日に本免許交付、6月30日に本放送開始。三原幸崎中継局、瀬野中継局と同時。
- NHKとHTVは、広島親局送信所（絵下山）デジタル放送と、HOMEとTSSは同アナログ放送とチャンネルが同一。

### 地上アナログテレビ放送
| チャンネル | 放送局名              | 空中線 電力       | ERP                 | 放送対象地域 | 放送区域 内世帯数 | 偏波面   | 開局日         |
| 32         | TSS テレビ新広島      | 映像3W /音声750mW | 映像13W /音声3.3W   | 広島県       | 不明              | 水平偏波 | 不明           |
| 34         | HOME 広島ホームテレビ | 映像3W /音声750mW | 映像12.5W /音声3.2W | 広島県       | 不明              | 水平偏波 | 不明           |
| 43         | RCC 中国放送          | 映像3W /音声750mW | 映像12W /音声3.1W   | 広島県       | 不明              | 水平偏波 | 1979年 6月28日 |
| 45         | HTV 広島テレビ放送    | 映像3W /音声750mW | 映像12W /音声3W     | 広島県       | 不明              | 水平偏波 | 1979年 6月28日 |
| 47         | NHK 広島総合          | 映像3W /音声750mW | 映像12W /音声3.1W   | 広島県       | 不明              | 水平偏波 | 1972年 2月4日  |
| 49         | NHK 広島教育          | 映像3W /音声750mW | 映像12W /音声3.1W   | 全国         | 不明              | 水平偏波 | 1972年 2月4日  |

- 2011年7月24日をもってすべて廃止された。